# Луи-Фердинан Селин
Луи-Фердинан Селин (на френски: Louis-Ferdinand Céline) е литературният псевдоним на френския медик и писател Луи-Фердинан Детуш (Louis-Ferdinand Destouches).
Известен е главно със своя уличен език, новаторски стил и антивоенни позиции. От друга страна е критикуван за антисемитските си изявления по време на Втората световна война.
Най-важните романи на Селин са „Пътешествие до края на нощта“ (1932) и „Смърт на кредит“ (1936), до голяма степен свързани с Първата световна война и с разпада на човешкото в екстремни условия. И двата са преведени на български език.

### Романи
- Voyage au bout de la nuit, éditions Denoël & Steele, Paris, 1932
Пътешествие до края на нощта. Превод от френски език Росица Ташева. София: Колибри, 1996, 432 с.
Пътешествие до края на нощта. София: Колибри, 2005, 486 с.
Пътешествие до края на нощта. София: Колибри, 2011, 376 с.
Пътешествие до края на нощта. София: Колибри, 2023, 520 с.
- Mort à crédit, Denoël & Steele, Paris, 1936
Смърт на кредит. Превод от френски език Зорница Китинска. Плевен: Евразия – Абагар, 1999, 582 с.
- Guignol's Band, Denoël, Paris, 1944
- Casse-pipe, éditions Chambriand, Paris, 1949
- Féerie pour une autre fois, éditions Gallimard, Paris, 1952
- Normance: Féerie pour une autre fois II, Gallimard, Paris, 1954
- D'un château l'autre, Gallimard, Paris, 1957
- Nord, Gallimard, Paris, 1960
- Le Pont de Londres / Guignol's Band II, Gallimard, Paris, 1964
- Rigodon, Gallimard, Paris, 1969